# Calicha nigrisignata
Calicha nigrisignata là một loài bướm đêm trong họ Geometridae.